# Francesc Renart
|  | Per a altres significats, vegeu «Francesc Renart i Arús». |

Francesc Renart   (1723 - 1791) fou un mestre de cases català.

## Bioagrafia
Fill de Josep Renart, pagès, mort el 1738, i de la seva esposa Rosa. Entrà sense precedents professionals com a mestre de cases el 1740. Als 28 anys era andador, és a dir, qui havia de fer encàrrecs o donar avisos, i complia l'obligació que requeia els anomenats «fadrins forros», persones tot just esdevinguts mestres; els forros eren, precisament, els que no provenien d'una família del gremi, la situació dels quals podia ser difícil si el mercat no estava en expansió.
No obstant això, Renart feu una notable fortuna econòmica i professional a la Barcelona de mitjans del segle xviii. Fou membre de companyies a càrrec de nombroses obres públiques, en aquells anys impulsades pels militars borbònics, i també de nombroses obres particulars, en solitari o amb altres socis. Si bé no foren edificis remarcables, va tenir una notable influència en l'arquitectura i l'urbanisme de la ciutat de Barcelona i de les poblacions de la seva rodalia
Algunes de les seves obres més significatives foren: el Col·legi de Cirurgia (1761-1765), el Palau Marc de Reus (1775-1781), la finalització de l'església i convent de Sant Agustí Nou (1769) i el projecte de la nova església de Santa Maria de Badalona (1760-1778) amb Josep Juli, la carretera de Barcelona a Vilafranca, entre d'altres.
Es casà amb Josepa Closes, filla de Magí Closes. La família Renart fou un clar exemple de l'ascens social de la pagesia a la burgesia a través de la via professional, dedicant-se a les obres i a l'arquitectura progressivament. Els seus fills Josep i Francesc foren també mestres de cases; també tingué una filla, Rita, que es casà amb Joan Bosch i Quer, mestre de cases i fabricant de teixits. El fill de Josep, i net de Francesc, Francesc Renart i Arús, arribà a ser arquitecte acadèmic i comediògraf de renom.